# Gregor Czuczor

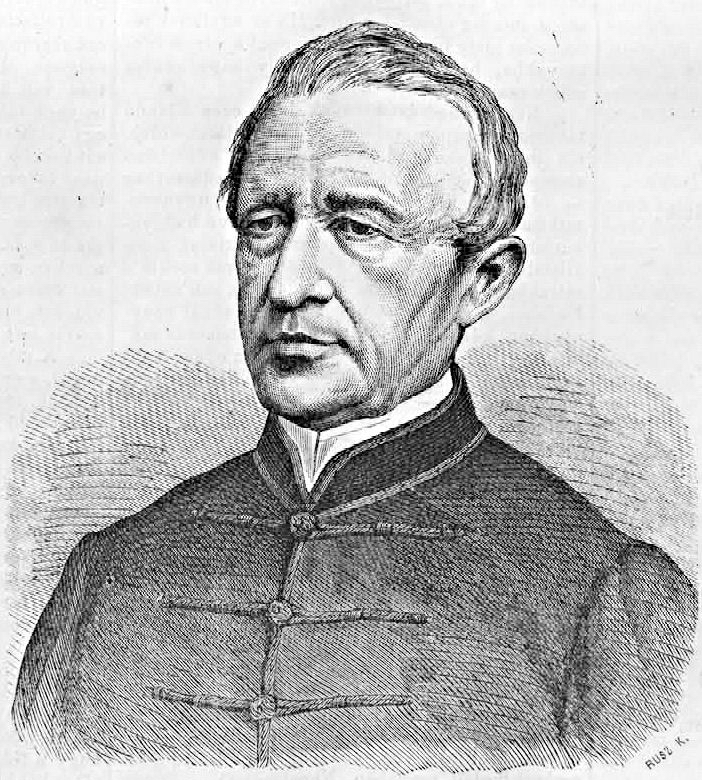

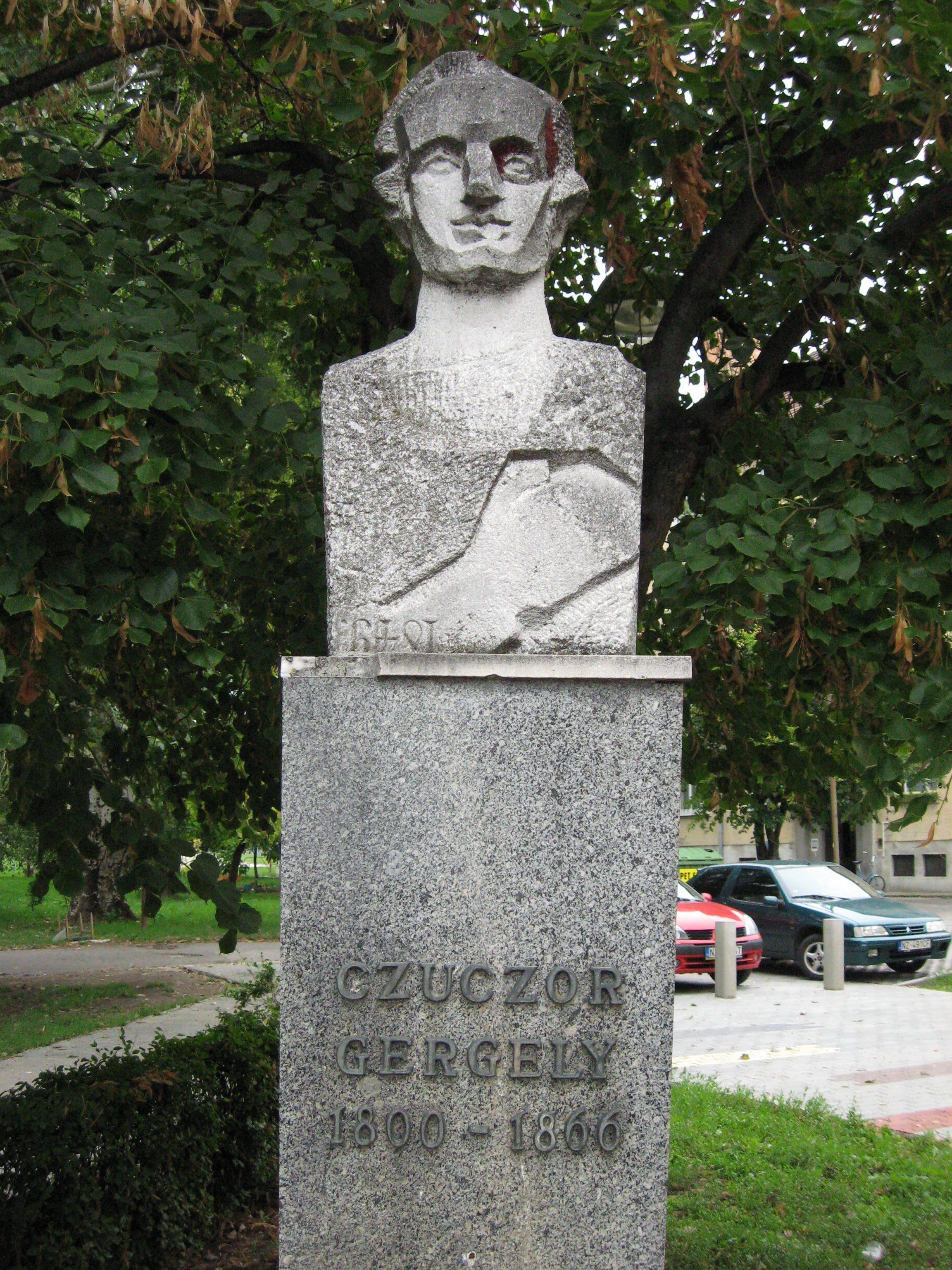
Denkmal in Nové Zámky (Slowakei)

Gregor Czuczor (Czuczor Gergely) (* 17. Dezember 1800 in Andód, Komitat Neutra; † 9. September 1866 in Pest) war ein ungarischer Schriftsteller und Ordensbruder.

## Biografie
Im Jahr 1817 trat Czuczor in den Benediktinerorden ein und studierte in Győr und im Centralseminar von Pest. 1824 erhielt Czuczor die Priesterweihe. Er unterrichtete sowohl in Győr als auch in Komárno. Im Jahr 1835 wurde er Vizesekretär der Ungarischen Akademie der Wissenschaften und Mitbegründer der Kisfaludy-Gesellschaft.
1837 berief der Ordensprovinzial ihn auf Grunde eines Hofbefehles aus Pest ab und seine schriftstellerische Tätigkeit wurde einer strengeren Zensur unterworfen. Ab 1845, als er wieder nach Pest zurückkam, arbeitete er an einem großen Wörterbuch der Akademie als Redakteur.
Im Jahr 1849 wurde er wegen seines revolutionären Gedichtes Alarm (Riadó) zu Festungshaft verurteilt und 1850 nach Kufstein geschickt. Bereits 1851 wurde er aber auf Grunde einer Intervention des Akademiepräsidenten begnadigt und kehrte wieder nach Pest zurück.
Seine Heldengedichte schrieb er in klassischem Versmaß und er wurde Hauptvertreter der patriotisch-nationalen Richtung. Durch ihn wurde die volkstümliche Lyrik in der ungarischen Literatur eingeführt.
Ein Cousin Czuczors war Ányos Jedlik, ebenfalls Benediktinerpater und Literat.

## Werke (Auszug)
- Az augsburgi ütközet (Die Schlacht bei Augsburg), 1824
- Az aradi gyülés (Die Versammlung von Arad), 1828
- Botond

Die Gesamtwerke wurden 1899 von I. Zoltványi herausgegeben.

## Würdigung
Nach Gregor Czuczor ist das Gymnasium und Kollegium der Benediktiner (Czuczor Gergely Bencés Gimnázium és Kollégium) in Győr benannt.